# Agelasticus
Agelasticus es un género de aves en la familia Icteridae. El Agelasticus  fue nombrado así por Cabanis en 1851. Una de las especies, el Trile, dio su nombre a Chile.
Contiene las siguientes especies:
- Agelasticus cyanopus (Vieillot, 1819)
- Agelasticus thilius (Molina, 1782)
- Agelasticus xanthophthalmus (Short, 1969)